# Aribert Reimann
Pour les articles homonymes, voir Reimann.
Aribert Reimann est un compositeur et pianiste allemand né à Berlin le 4 mars 1936 et mort le 13 mars 2024 dans la même ville.

## Biographie
Après avoir étudié la composition musicale, le contrepoint et le piano à Berlin (avec comme enseignant, entre autres, Boris Blacher à la composition) à la Hochschule für Musik, Aribert Reimann est employé comme répétiteur au  Deutsche Oper dans cette même ville. Sa première prestation en tant que pianiste et accompagnateur a lieu à la fin des années 1960. Il a, depuis, accompagné de nombreux chanteurs, dont Dietrich Fischer-Dieskau, Brigitte Fassbaender ou Ernst Haefliger. En 1971, il est élu membre de l'Académie des arts de Berlin et est nommé professeur de chant contemporain à l'École des beaux-arts de Berlin entre 1983 et 1998.
Sa réputation en tant que compositeur repose sur ses opéras basés sur des textes littéraires. Parmi ces derniers, on peut citer Lear et Le Château. Il a par ailleurs écrit plusieurs pièces de musique de chambre, des œuvres orchestrales ainsi que des lieders. 
Il a reçu plusieurs distinctions dont le Großen Verdienstkreuz mit Stern der Bundesrepublik Deutschland (Grande croix de l'ordre du mérite allemand) et le Verdienstorden des Landes Berlin (Ordre du Mérite berlinois).
L'une de ses compositions, le Cantus pour clarinette et orchestre, dédicacé au clarinettiste Jörg Widmann, est créé le 13 janvier 2006 à Cologne en présence du compositeur qui dit s'être inspiré des œuvres de Claude Debussy pour clarinette.

## Prix et distinctions
- 1962 Berliner Kunstpreis für Musik (Junge Generation) – Prix d'art et de musique de Berlin (jeune génération)
- 1963 Rompreis mit Villa Massimo-Stipendium – Prix de Rome, avec un stage à la Villa Massimo
- 1965 Robert-Schumann-Preis der Stadt Düsseldorf – Prix Robert Schumann de la ville de Düsseldorf
- 1966 Förderungspreis der Stadt Stuttgart – Prix du progrès de la ville de  Stuttgart
- 1985 Commandeur de l'ordre du Mérite de la République fédérale d'Allemagne (Großes Verdienstkreuz)
- 1985 Braunschweiger Ludwig-Spohr-Preis -  Prix  Braunschweig Ludwig Spohr
- 1986 Prix de composition musicale de la Fondation Prince Pierre de Monaco
- 1987 Bach-Preis der Freien und Hansestadt Hamburg – Prix JS Bach de la ville de Hambourg
- 1991 Frankfurter Musikpreis – Prix de musique de la ville de Francfort
- 1993 Officier de l’Ordre du Mérite culturel de la Principauté de Monaco ;
- 1995 Grand officier de l'ordre du Mérite de la République fédérale d'Allemagne (Großes Verdienstkreuz mit Stern)
- 1999 Commandeur de l’Ordre du Mérite culturel de la Principauté de Monaco
- 1999 Verleihung der Goldenen Nadel der Dramatiker Union – Aiguille d'or de l'Union Dramatique
- 2002 Preis der Kulturstiftung Dortmund – Prix de la fondation culturelle de la ville de  Dortmund
- 2002 Kunstpreis Berlin – Prix d'art de Berlin
- 2006 Arnold-Schönberg-Preis - Prix Arnold Schönberg
- 2011 Ernst von Siemens Musikpreis - Prix Ernst von Siemens
- 2016 Prix Robert-Schumann pour la poésie et la musique[3]

## Principales œuvres

### Œuvres scéniques
- Stoffreste (1959), ballet en 3 actes, livret de Günter Grass
- Ein Traumspiel (1964), opéra sur un livret de Carla Henius, d'après Le Songe d'August Strindberg
- Die Vogelscheuchen (1970), ballet en 3 actes, livret de Günter Grass
- Melusine (1971), opéra en 4 actes sur un livret de Claus H. Henneberg, d'après le spectacle éponyme d'Yvan Goll
- Lear (1978), opéra en deux parties sur un livret de Claus H. Henneberg, d'après Le Roi Lear de William Shakespeare, avec Dietrich Fischer-Dieskau dans le rôle-titre lors de la création
- Die Gespenstersonate (1984), livret de livret de Uwe Schendel, en collaboration avec le compositeur, d'après La Sonate des spectres d'August Strindberg
- Troades (1986), livret de Gerd Albrecht, en collaboration avec le compositeur, d'après Les Troyennes d'Euripide
- Das Schloss (1992), livret du compositeur, d'après Le Château de Franz Kafka
- Bernarda Albas Haus (1998/2000), opéra sur un livret du compositeur, d'après La Maison de Bernarda Alba de Federico García Lorca
- Medea (2007), opéra ne deux parties la trilogie Das goldene Vlies (La Toison d'or) de Franz Grillparzer
- L'Invisible (2017), trilogie lyrique, livret du compositeur, d'après Maurice Maeterlinck

### Œuvres symphoniques
- Rondes pour orchestre à cordes (1967)
- Loqui (1969)
- Variations pour orchestre (1975)
- Sept fragments pour orchestre in memoriam Robert Schumann (1988)
- Neun Stücke (1993)
- Concerto pour violon et orchestre (1995-1996)
- Nahe Ferne (Distance proche) (2002-2003)
- Cantus pour clarinette et orchestre (2006)

### Musique vocale
- Ein Totentanz, suite pour baryton et orchestre de chambre (1960)
- Hölderlin-Fragmente pour soprano et orchestre (1963)
- Verrà la morte, cantate sur un texte de Cesare Pavese pour Ssolistes (soprano, ténor et baryton), deux chœurs mixtes et orchestre (1966)
- Engführung pour ténor et orchestre (1967)
- Zyklus pour baryton et orchestre de chambre (1971), cycle d'après des poèmes de Paul Celan) (1956) sur une commande de la ville de Nuremberg pour le 500e anniversaire de la naissance d'Albrecht Dürer
- Wolkenloses Christfest, requiem pour baryton, violoncelle et orchestre (1974)
- Six Poems by Sylvia Plath (1975)
- Drei Lieder sur des textes d'Edgar Allan Poe pour soprano et orchestre (1980-1982)
- Unrevealed pour baryton et quatuor à cordes (1981)
- Chacun sa chimère, poème de Charles Baudelaire pour ténor et orchestre (1981)
- Requiem, pour soprano, mezzo-soprano, baryton, chœur mixte et orchestre (1982)
- Entsorgt pour baryton solo (1989)
- Nachtstuck (Nightpiece, Nocturnes) pour soprano et piano (1992)
- Eingedunkelt  pour alto solo  (1992)
- Lady Lazarus pour soprano solo (1992)
- Finite Infinity sur des poèmes d'Emily Dickinson pour soprano et orchestre (1994-1995)
- Fünf Lieder nach Gedichten von Paul Celan pour countre-ténor et piano (1994-2001)
- Kumi Ori (1999), sur une commande de la radio nord-allemande et créée le 2 janvier 2000 sous la direction de Christoph Eschenbach
- Fünf Lieder nach Gedichten von Paul Celan pour contreténor et piano (Cinq chants d'après des poèmes de  Paul Celan) (2001)
- Tarde pour soprano et orchestre (2003)
- Ein Blick war’s, der mich ins Verderben riss, texte de Johann Wolfgang von Goethe pour soprano et piano (2014)

### Musique pour piano
- Erste Sonate (1958)
- Spektren (1967)
- Variationen für Klavier (1979)
- Auf dem Weg (1989/93)